# Panelus rufulus
Panelus rufulus är en skalbaggsart som beskrevs av Shuhei Nomura 1973. Panelus rufulus ingår i släktet Panelus och familjen bladhorningar. Inga underarter finns listade i Catalogue of Life.